# Cave (entreprise)
Pour les articles homonymes, voir Cave.
Cave Co., Ltd. (株式会社ケイブ), acronyme de Computer Art Visual Entertainment, est une société japonaise de création de jeux vidéo en arcade, sur console et sur téléphone portable.

## Historique et description
La société Cave a été fondée par Kenichi Takano le 15 juin 1994 à Tokyo dans le quartier de Shinjuku, elle est connue principalement pour ses shoot them up sur borne d'arcade.
Une partie des développeurs comme Tsuneki Ikeda, Akira Wakabayashi, ou le fondateur Kenichi Takano proviennent de la société Toaplan qui, en 1994, venait de faire faillite.
Le nom de la société Cave est un acronyme formé par les quatre initiales de Computer Art Visual Entertainment.
La société a acquis toutes ses lettres de noblesse grâce à la qualité de ses jeux. Cave est devenu le spécialiste mondial du shoot them up sur borne d'arcade. Les séries des DonPachi, Espgaluda ou Mushihime-Sama notamment, ont grandement participé à la construction de cette réputation, au moment où une certaine partie des joueurs, passionnés (couramment dénommés hardcore) souhaitaient voir le genre évoluer, s'innover, s'étoffer, s'intensifier ; tant au niveau visuel, esthétique et dans l'atmosphère des jeux que dans les subtilités et la complexité des systèmes de jeu. D'une part, par désir de nouveauté, d'autre part car la conjoncture de l'industrie et les tendances du jeu vidéo d'arcade japonais ne sont plus autant favorables au développement de shoot'em up par les sociétés de production. 
Les jeux Cave bâtissent alors une réputation certaine de la part du public (pouvant aller jusqu'au jeu dit culte), de par leur rythme progressif et croissant dans la frénésie, avec le nombre et la vitesse des projectiles à l'écran augmentant progressivement, certaines étapes d'un niveau demandant parfois aux joueurs d'éviter et de gérer pas loin d'une centaine de projectiles à l'écran en même temps (notamment dans les jeux de la fin des années 1990). L'impression de submersion et l'intensité des parties en étaient donc renforcées. Plus que l'intensité renforcée, un soin est apporté aux graphismes, à l'atmosphère, l'ambiance et les musiques des jeux. Ces derniers se sont également complexifiés ; le système de scoring permettant de déterminer la performance d'un joueur est grandement étoffé, notamment grâce à des multiplicateurs de score, afin d'inciter les joueurs les plus dévoués à appréhender le jeu de manière très pointue et de jouer de manière optimisée pour réaliser le score le plus important possible. 
D'autres mécaniques de jeu sont mises en place au fil des jeux et des années, comme donner la possibilité au joueur de choisir un vaisseau avec ses caractéristiques propres (impliquant souvent un compromis, par exemple, au niveau de la difficulté du jeu et de la performance, le score), ou encore, la possibilité d'esquiver des projectiles d'une certaine couleur lorsque le vaisseau du joueur est dans un état spécifique. Ces nouvelles conditions et mécaniques de jeu ont pu faire évoluer le style et ont fait la renommée de Cave dans le secteur des shooting games japonais à 2 dimensions, tout en gardant cette trame linéaire (le scrolling, vertical ou horizontal) qui permet au studio de développement de maîtriser entièrement l'expérience du joueur et son rapport au système de jeu, du début jusqu'à la fin de la partie (caractéristique du genre).
Les jeux issus du studio acquièrent une réputation au-delà du Japon au fil des années (par la suite, grâce également aux versions consoles des plus grands succès en arcade, disponibles à la vente en Occident), et la qualité des jeux Cave allant de pair avec la demande grandissante des joueurs (et donc, des exploitants de salles d'arcade) pour les manic shooters. Le studio de développement de Cave acquiert donc rapidement ses lettres de noblesse auprès du public cible ; le succès et la renommée des jeux grandissant, on aurait même pu constater un regain d'intérêt relatif pour le genre du shoot'em up classique, qui a finalement su évoluer, dans une ère du jeu vidéo d'arcade où le genre commençait à être regardé comme désuet et de plus en plus destiné à un public de niche, passionné, voire nostalgique. Dans le contexte de l'industrie jeu-vidéo d'arcade japonais, alors basée sur l'innovation constante et la tendance, axer sa société de jeu-vidéo sur la production de shoot'em up est un pari osé et risqué, tant le genre a occupé une place prédominante dans les salles d'arcade les années précédentes, la tendance et la concurrence évoluant rapidement au fil des mois. Cave a par la suite inspiré des sociétés de moindre envergure à produire de nouveaux jeux du style d'une part, mais à produire des manic shooters également ; selon nombre d'amateurs du genre, Cave aurait révolutionné le genre du shoot'em up.  
Cave, en plus des jeux créés pour ses propres systèmes d'arcade, a développé des jeux pour le PGM.
Cave est également connu pour les messages de copyright étranges qui figurent dans certains de ses jeux (écrits dans un anglais approximatif appelé engrish) : « Violator and subject to severe penalties and will be prosecuted to the full extent of the jam », qui donnerait en français (traduction littérale) : « Le contrevenant et (sic) sujet à de fortes amendes et sera poursuivi pour la totalité de la confiture (sic) », "jam" pouvant également se référer à un délit en argot américain.

## Systèmes créés
- Cave 1st Generation (1994 - 2001)
- Cave 3rd Generation (Cave CV1000B et Cave CV1000D) (2004 - 2012)

Design alternatif du logo officiel de Cave

- Cave PC (2009)